# Baileychromis centropomoides
Baileychromis centropomoides е вид бодлоперка от семейство Цихлиди (Cichlidae). Видът не е застрашен от изчезване.

## Разпространение и местообитание
Разпространен е в Бурунди, Демократична република Конго, Замбия и Танзания.
Среща се на дълбочина от 40 до 100 m.

## Описание
На дължина достигат до 16,8 cm.